# Cvaga
Cvaga sau zebra quagga (Equus quagga quagga) este o subspecie de zebră din Africa de Sud, dispărută la sfârșitul secolului XIX. Era răspândită numai în sudul Africii, de-a lungul râului Vaal. Ultimul exemplar văzut în stare liberă a murit în anul 1872, iar altul din captivitate (din grădina zoologică din Amsterdam) a murit în anul 1883.
Se distingea de alte zebre prin marcajele vii aflate doar în partea frontală a corpului. De la mijlocul corpului, dungile dispăreau, iar spațiile dintre acestea erau tot mai late, iar astfel partea posterioară era într-o singură culoare și anume maro. Numele acestei subspecii provine de la un cuvânt onomatopeic din dialectul khoikhoi care era folosit pentru a denumi zebră, totodată se spune că acest cuvânt se asemăna cu sunetul scos de un cvaga. 

## Taxonomie
Inițial cvaga a fost clasificată că o specie individuală, Equus quagga, în 1788. În următorii 50 de ani, multe alte zebre au fost descrise de biologi și de exploratori. Datorită variației mari ale modelelor blănii (nu existau două zebre identice), taxonomiștii rămâneau cu un număr mare de „specii” care trebuiau descrise, nefiind ușor să spui care din aceste specii era veritabilă, care era subspecie ori care era o variantă naturală. 
Datorită confuziei mari cauzată de diversele specii de zebre, confuzie creată în special publicului general, cvaga a dispărut înainte să se realizeze că era o specie diferită. Cvaga a fost primul animal dispărut al cărui ADN a fost studiat. Studiile recente făcute de Institutul Smithsonian au demonstrat că cvaga nu a fost o specie diferită, ci s-a format din zebră comună. 

## Descriere
Aveau lungimea cap + trunchi = 200–240 cm; coada = 47–57 cm; înălțimea la greabăn = 120-140 cmm, iar greutatea = 175–355 kg.
Blana avea peri scurți, de culoare roșcat-cafenie pe spate, cu dungi negricioase, dispuse neregulat pe cap, gât și prima jumătate a trunchiului, cu intensitate tot mai ștearsă spre mijlocul corpului. Pe linia mediodorsală aveau o dungă neagră, care se continua până la jumătatea cozii. Restul cozii, abdomenul, părțile interne ale coapselor și membrele erau albe.
Cvaga era adesea găsite în pajiștile aride sau temperate și uneori în pășuni umede. Locuia în herghelii care conțineau membrii unei familii. Erau în principal diurne. Se hrăneau cu iarbă înaltă.
Cvaga este înrudită cu zebrele de stepă (Equus quagga).